# Jens Peter Junggreen
Jens Peter Junggreen (* 14. August 1827 in Apenrade; † 19. Juli 1886) war Tabakfabrikant und Mitglied des Deutschen Reichstags.

## Leben
Junggreen besuchte die deutsche Volksschule in Apenrade. Er zog 1848 nach Kopenhagen, um nicht in die schleswig-holsteinische Armee eingezogen zu werden. 1850 wurde er in die dänische Armee einberufen, ohne an Kampfhandlungen teilzunehmen. Von 1853 bis 1856 war er in Australien und Amerika und betätigte sich u. a. als Goldsucher. 1857 kehrte er nach Apenrade zurück und betätigte sich erfolgreich als Tabakfabrikant.
Seit 1864 betätigte er sich in Zeitungen für die dänische Volksgruppe, 1875 wurde er wegen Majestätsbeleidigung zu sechs Monaten Haft verurteilt, die er in Magdeburg verbüßen musste.
Von 1884 bis zu seinem Tode war er Mitglied des Deutschen Reichstags für den Wahlkreis Provinz Schleswig-Holstein 1 (Hadersleben, Sonderburg) und die dänische Minderheit.